# San Secondo di Pinerolo
San Secondo di Pinerolo är en ort och kommun i storstadsregionen Turin, innan 2015 provinsen Turin, i regionen Piemonte, Italien. Kommunen hade 3 632 invånare (2017).